# Dryandra shanklandiorum
Dryandra shanklandiorum là một loài thực vật có hoa trong họ Quắn hoa. Loài này được Randall miêu tả khoa học đầu tiên năm 1988.